# Ilowajsk
Ilowajsk (ukrainisch Іловайськ; russisch Иловайск Ilowajsk) ist eine Stadt in der Oblast Donezk im Osten der Ukraine. Sie gehört administrativ zur Stadtgemeinde von Charzysk.

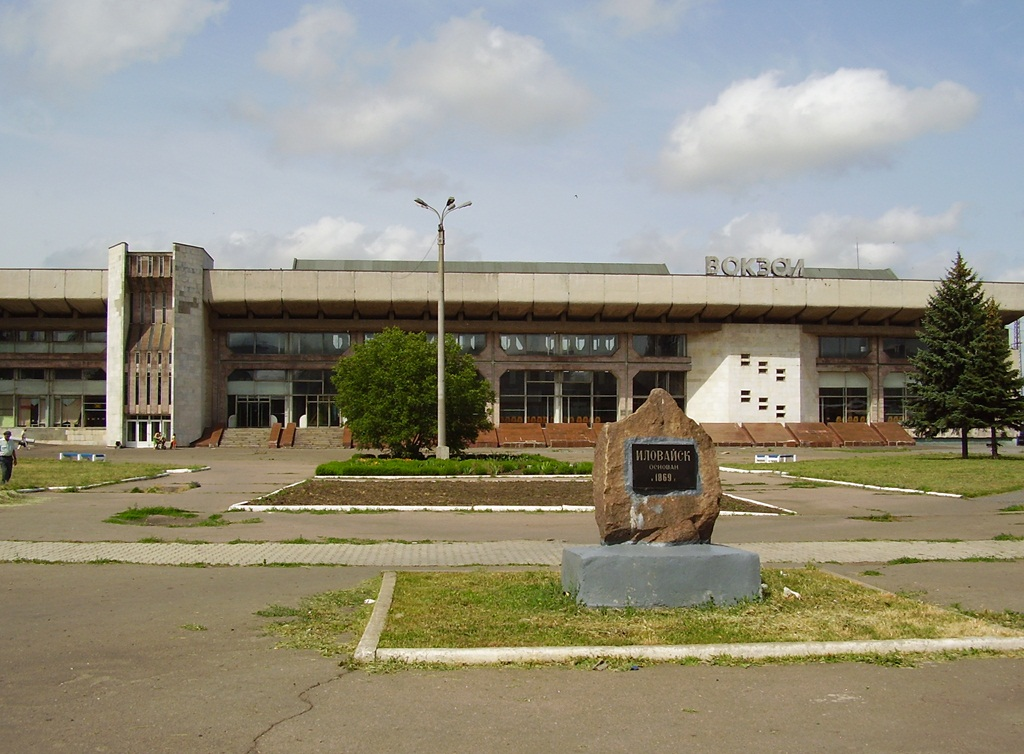
Bahnhof im Ort

Der Ort entstand nach dem Bau einer Eisenbahnlinie Ende des 19. Jahrhunderts, der Name leitet sich vom russischen Adelsgeschlecht Ilowaiski ab.
Zur Stadt Ilowajsk, das 1938 die Stadtrechte erhielt, gehört noch das Dorf Tretjaky (Третяки) und die Siedlung Wynohradne (Виноградне). Die Stadt besitzt einen Rangierbahnhof der Donezka Salisnyzja an der Bahnstrecke Dolja–Debalzewe. Im Jahre 2014 wurde der Bahnhof jedoch aufgrund Einstellung des örtlichen Eisenbahnbetriebes wegen des Kriegszustandes bis auf weiteres stillgelegt.
Zwischen dem 10. August und 2./3. September 2014 kämpften ukrainische Truppen in der Schlacht um Ilowajsk gegen Separatisten und Streitkräfte der Russischen Föderation, wobei Russland eine Beteiligung abstreitet. Nach unterschiedlichen Angaben wurden zwischen 270 und mehr als 1300 Menschen auf beiden Seiten getötet. Der Weltspiegel berichtete mit einem Kamerateam aus dem Kessel sowie über die Flucht aus Ilowajsk und entkam nur knapp den Kämpfen.

## Persönlichkeiten
- Stanislaw Hurenko (1936–2013), Politiker
- Michail Tolstych (1980–2017), prorussischer Milizenführer